# Омбрулт
Омбрулт (фр. Ambrault) насеље је и општина у централној Француској у региону Центар (регион), у департману Ендр која припада префектури Исуден.
По подацима из 2011. године у општини је живело 933 становника, а густина насељености је износила 36,46 становника/km². Општина се простире на површини од 25,59 km². Налази се на средњој надморској висини од 168 метара (максималној 206 m, а минималној 143 m).

## Демографија
| 1962. | 1968. | 1975. | 1982. | 1990. | 1999. | 2011. |
| ----- | ----- | ----- | ----- | ----- | ----- | ----- |
| 565   | 692   | 614   | 642   | 669   | 715   | 933   |

График промене броја становника у току последњих година